# Warming
Warming er et dansk efternavn.
Kendte personer med dette efternavn omfatter:
- Agnete Warming (1878–1960), dansk håndarbejdslærer og billedkunstner
- Bo Warming (1946–2012), dansk gymnasielærer og debatør
- Eugen Warming (1841–1924), dansk botaniker
- Lars Warming (født 1963), dansk tikæmper
- Magnus Warming (født 2000), dansk fodboldspiller
- Mikkel Warming (født 1969), dansk politiker